# Рапопорт Григорій Якович
Рапопорт Григорій Якович (1890—1938) — радянський діяч держбезпеки, комісар державної безпеки 3-го рангу (1935), голова ГПУ БССР (1931), начальник Управління НКВС СРСР Сталінградського краю (1934—1936).

## Біографія
Народився в 1890 році в Мінській губернії. З 1918 року член ВКП(б).
У ВЧК з 1918 року. З 1920 по 1928 роки працював в Московському і Петроградському ВЧК-ОГПУ в транспортних і економічних управліннях. З 1928 року повноважний представник ОГПУ в Криму.
З 1929 року повноважний представник по Білоруському військовому округу і голова ГПУ Білоруської РСР. З 1930 року народний комісар внутрішніх справ Білоруської РСР. Один з організаторів нібито сфабрикованої ГПУ справи «Спілки визволення Білорусі».
З 1931 року повноважний представник ОГПУ при РНК СРСР по Уралу. З 1934 року повноважний представник ОГПУ — начальник Управління НКВС СРСР по Сталінградському краю.
З 1936 року працював у наркоматі харчової промисловості СРСР. Заарештований 16 липня 1937, розстріляний за вироком Військової колегії Верховного суду СРСР.